# آيت مولاي علي (تدرين آيت عبد السلام)
آيت مولاي علي هو دُوَّار يقع بجماعة آيت فاسكا، إقليم الحوز، جهة مراكش آسفي في المملكة المغربية. ينتمي الدوّار لمشيخة تدرين آيت عبد السلام التي تضم 15 دوار. يقدر عدد سكانه بـ 671 نسمة حسب الإحصاء الرسمي للسكان والسكنى لسنة 2004.

## وصلات خارجية
- البوابة الوطنية للجماعات الترابية
- المندوبية السامية للتخطيط